# 赵宝桐
赵宝桐（1928年7月—2003年12月12日），辽宁省抚顺抚顺县大柳乡人。中国人民解放军空军、中国人民志愿军空军航空兵著名战斗机飞行员。在抗美援朝抗战中取得击落7架、击伤2架的战绩，是中国人民解放军空军、中国人民志愿军空军首席王牌飞行员。

## 简历
出生于一个雇农家庭。小学一年级文化。七岁时母亲去世。父亲当长工，在赵宝桐十二岁时父亲也去世，成为了孤儿。给村里放猪为生。1942年进入抚顺石油三厂当童工。1945年9月参加中国共产党领导的东北人民自治军。历任警卫员、武工队员。在第二次国共内战中，参加了四保临江、本溪、马场等战斗。1948年7月加入中国共产党。1948年进入位于刚被共产党占领的吉林市的吉林大学（周保中任校长）受训，后随学校并入东北军政大学，随学校南下，在汉口毕业。1949年底保送入中国人民解放军空军第四航校第一期甲班学习飞行。1950年10月顺利毕业。
1950年抗美援朝时任空3师第7团第3大队任中队长、副大队长、大队长。1951年初空3师进驻辽东一线机场，在苏联空军带飞下改装米格-15。接战前，赵宝桐累计飞行65小时。1951年10月20日，空3师接替空4师开始参战。1951年11月4日第七团副团长孟进率领米格—15战斗机22架与美机6批128架次交战，赵宝桐首次击落2架F—84，这是赵宝桐的首次空战，也是空3师第一个战绩。1951年12月2日双方各有上百架的大机群交战，再次击落2架F-86的个人战绩，赵宝桐座机也被击中迫降在北朝鲜。1951年12月21日，赵宝桐又击落、击伤美机各一架。1951年12月23日，再击落、击伤美机各一架，赵宝桐也再次被击中跳伞生还。在参战的一个月另六天就取得了起落6架、击伤2架战绩。1952年11月23日，以副大队长身份率领6架米格-15编队与敌机群四十多架空战，取得击落1架F-84的战绩。在抗美援朝中击落美军飞机7架，击伤2架。后任空三师第七团团长。
被评为一级战斗英雄，荣立特等功两次，三等功一次，荣获朝鲜民主主义人民共和国最高人民会议授予的二级独立勋章和三级红旗勋章各一枚。1952年7月，赵宝桐参加志愿军归国代表团参加首届全军运动会观礼，受到了中国共产党主席毛泽东的接见，毛泽东主席在得知赵宝桐的战斗记录后，还曾风趣地说“打飞机我不如赵宝桐”。此外，赵宝桐还受到中央人民政府政务院总理周恩来设宴招待，并结识了来采访的《人民日报》记者金风。赵宝桐还受到了朝鲜内阁首相金日成的接见。
1953年8月5日，人民日报社记者王金凤与王牌飞行员赵宝桐结婚。结婚不到1个月，赵宝桐到苏联莫斯科空军学院学习。因学习负担过重，而赵宝桐自幼出身贫寒、当过童工，身体条件并不好，在苏联肺病复发咳血，被迫于1955年4月退学回国疗养，1956年初由著名胸外科专家吴英铠主刀做肺部手术切除了肺结核炎性假瘤，胸前留下一条一尺长的刀疤。手术后重上蓝天，任空军第六航空学校训练团团长、空军第六航空学校司令部副参谋长。1969年调任空军第三航空学校副校长。1978年调任北京军区空军副参谋长，主管飞行训练，结束了家庭分居两地问题。1980年停飞。1983年离休。

## 其他
《毛泽东选集》第五卷提到了赵宝桐：
|  | “羞恶之心，人皆有之”，人不害羞，事情就难办了。说梁先生对于农民问题的见解比共产党还高明，有谁相信呢？班门弄斧。比如说，“毛泽东比梅兰芳先生还会做戏，比志愿军还会挖坑道，或者说比空军英雄赵宝桐还会驾飞机”，这岂不是不识羞耻到了极点吗？所以梁先生提出的问题，是一个正经的问题，又是一个不正经的问题，很有些滑稽意味。他说他比共产党更能代表农民，难道还不滑稽吗？ |

赵宝桐曾驾驶的“25号”米格-15战斗机现存放在中国航空博物馆对外展出。

## 家庭
妻子王金凤，人民日报社记者（笔名金凤）。1968年5月16日被“监护审查”五年，1973年6月无罪释放后彻底平反昭雪。离休后是中央文献版的《邓颖超传》作者。晚年参与组织并被选为首都女新闻工作者协会常务副主席。
有四个孩子。
- 长子。
- 次子。
- 女儿赵晓东曾在部队医院工作，1991年考取中国社会科学院研究生院新闻系，毕业后在中国国土资源报社主任编辑。
- 三子。